# Dez Dickerson
Desmond d'Andrea Dickerson (Minneapolis, 7 agosto 1955) è un chitarrista e produttore discografico statunitense.

## Biografia
Desmond d'Andrea Dickerson, è nato e cresciuto a Minneapolis, dove militò in diverse band rock sin dall'adolescenza. Nel 1979 rispose a un annuncio sul giornale locale Twin Cities Reader in cui un poco più che esordiente Prince cercava un chitarrista per la band che avrebbe dovuto accompagnarlo in tour. Dopo una breve audizione di soli 15 minuti, avvenuta nel retro di un negozio di pneumatici, fu assunto.
Durante le vacanze natalizie del 1980, Dickerson si convertì alla religione della Rinascita. In seguito aumentò di conseguenza il suo disagio nell'eseguire canzoni dai contenuti sessualmente espliciti.
Dickerson fu uno dei pochi membri della band da cui Prince, abituato a suonare e mixare da solo le proprie composizioni, accettasse una collaborazione attiva e avesse consentito di co-firmare alcuni brani come He's So Dull per le Vanity 6, Wild And Loose, After Hi School e Cool per i The Time.  Contribuì anche alla parte vocale di Little Red Corvette e di 1999. I suoi assoli di chitarra sull'album 1999, specialmente in Little Red Corvette, gli valsero la posizione numero 64 sulla lista dei migliori 100 assoli della rivista Guitar World.
Alla fine del tour di 1999, lasciò i The Revolution e fu sostituito da Wendy Melvoin.
Con la sua nuova band, i Modernaires, si esibì come supporter di Billy Idol nel tour di Rebel Yell, comparendo spesso accanto allo stesso Idol sul palco. Dickerson apparve comunque nel film Purple Rain con i Modernaires, ma il loro pezzo non fu pubblicato. Nel 1987 si trasferì a Nashville come back singer di Judson Spence, oltre a suonare come session man e a produrre altri artisti.
Nel 1990, Dickerson divenne vice presidente della sezione A&R della Starsong, un'etichetta di Musica cristiana contemporanea e, quattro anni dopo, fondò una propria etichetta del medesimo genere, la Absolute Records. Alla fine del decennio pubblicò un album solista, Oneman, e un libro, My Time with Prince-Confessions of a Former Revolutionary, sulla sua esperienza con Prince fino al 1983.
Dopo un doppio CD retrospettivo del 2005 (che comprendeva la partecipazione di Prince al brano di Purple rain), nello stesso anno pubblicò un triplo CD (Rock of Ages – Where Classic Hymns Meet Classic Rock!) di inni cristiani in formato rock.
Attualmente si occupa della Pavilion Entertainment e della Pavilion Synergies a Nashville. Nel 2012 si era riunito ai suoi ex compagni dei The Revolution in una raccolta fondi per sostenere economicamente la campagna di Bobby Z per le malattie cardiache di cui lo stesso Rivkin aveva personalmente sofferto in modo grave. Prince si recò ai concerti ma non vi prese parte. Dalla morte di Prince, avvenuta nel 2016, ha continuato a esibirsi nei concerti organizzati in tributo all'artista di Minneapolis.

## Discografia

### Album
- Oneman (1999), Absolute
- Rock of Ages – Where Classic Hymns Meet Classic Rock! (2005), Madacy
- A Retrospective 1982–1987 (2006)

### Singoli
- Modernaire (2008), Citinite